# Йорих, Владимир Филиппович
Владимир Филиппович Йорих (Иорих) — российский предприниматель. По версии журнала Forbes от 8 марта 2007 личное состояние оценивается в $1,3 млрд.
В 1995 по 2004 генеральный директор и, наряду с Игорем Зюзиным, крупный акционер компании «Мечел».
В настоящее время занимается частными инвестициями через собственный фонд Pala Investment, инвестирующий в акции горнодобывающих компаний, в который Йорих, по данным СМИ, вложил около 900 миллионов долларов.

## Биография
Родился в 1958 году в городе Сталинск.
3акончил Кемеровский политехнический институт по специальности инженер-экономист в 1980 году.
В 1980—1987 годах работал инженером, директором по экономике новокузнецкого предприятия «Гидроуголь».
В 1988—1990 годах — заместитель директора шахты «Юбилейная» компании «Кузнецкуголь».
В 1990—1995 годах — коммерческий директор компании «Кузнецкуголь».
В 1995 году стал президентом компании Conares, зарегистрированной в Швейцарии. В этом году Йорих перебрался в Германию и получил гражданство этой страны.
В 1995 по 2004 он год возглавлял компанию «Мечел Трейдинг АГ».
В 2006 году продал принадлежавшие ему 42 % акций компании «Мечел» своему партнёру Игорю Зюзину примерно за $ 1,5 млрд и уехал в Швейцарию.
В 2007 году один из фондов Йориха (Pala Assets Holdings) выкупил у компании Siemens 14,5 % акций австрийского трейдера Voest Alpine Intertrading AG (VA Intertrading), специализирующейся на продаже металлопродукции. Аналитики оценивают сделку в 72 млн евро.